# RSV Heiligenbeil
RSV Heiligenbeil (celým názvem: Rasensportverein Heiligenbeil) byl německý fotbalový klub, který sídlil ve východopruském městě Heiligenbeil (dnešní Mamonovo v Kaliningradské oblasti).
Založen byl v roce 1920, zanikl v roce 1945 po sovětsko-polské anexi Pruska.

## Umístění v jednotlivých sezonách
Stručný přehled
Zdroj: 
- 1935–1937: Gauliga Ostpreußen – sk. Königsberg

Jednotlivé ročníky
Zdroj: 
Legenda: Z - zápasy, V - výhry, R - remízy, P - porážky, VG - vstřelené góly, OG - obdržené góly, +/- - rozdíl skóre, B - body, červené podbarvení - sestup, zelené podbarvení - postup, fialové podbarvení - reorganizace, změna skupiny či soutěže
| Velkoněmecká říše (1935 – 1937) |                                     |        |    |   |   |    |    |    |     |   |        |
| Sezóny                          | Liga                                | Úroveň | Z  | V | R | P  | VG | OG | +/- | B | Pozice |
| 1935/36                         | Gauliga Ostpreußen – sk. Königsberg | 1      | 12 | 4 | 0 | 8  | 21 | 40 | -19 | 8 | 5.     |
| 1936/37                         | Gauliga Ostpreußen – sk. Königsberg | 1      | 12 | 1 | 1 | 10 | 17 | 52 | -35 | 3 | 7.     |